# Île Anselme-Fay
L'Île Anselme-Fay est une île située dans le secteur Lac-à-la-Tortue à Shawinigan au Canada. L'île est entourée par la rivière Saint-Maurice.